# 澤谷車站
35°3′28.64″N 132°38′4.67″E / 35.0579556°N 132.6346306°E
澤谷車站（日语：／ Sawadani eki */?）曾是屬於西日本旅客鐵道（JR西日本）三江線的鐵路車站，位於島根縣邑智郡美鄉町。此站隨著三江线废止而于2018年4月1日（平成30年）废站。
三江線活化協議會將此站暱稱命名為「猿丸太夫」，取自島根縣西部與廣島縣西北部流傳的傳統神樂——石見神樂。

## 歷史
- 1975年（昭和50年）8月31日 - 三江南線的口羽車站與三江北線的濱原車站之間銜接路段完工通車，南北兩線合併為三江線，此站成為三江線的車站。
- 1987年（昭和62年）4月1日 - 隨著國鐵分割民營化，成為西日本旅客鐵道所管轄的車站。
- 2018年4月1日 - 因三江線全線停駛廢線，隨之停止營運而廢站。

## 車站構造

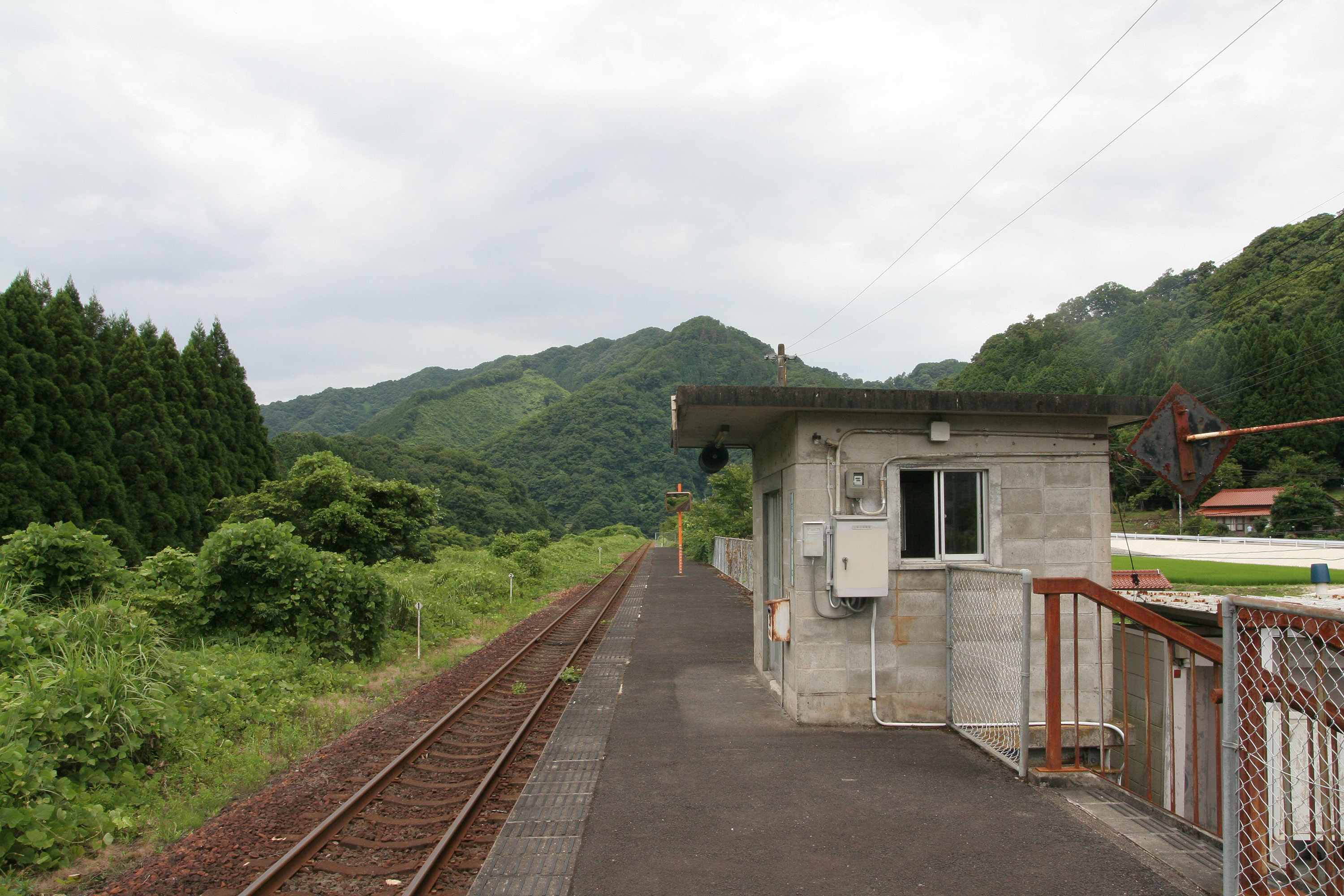
站場（2008年7月27日）

此站為地面車站，往三次車站方向左側設有一股軌道及側式月台一座。車站未設站房，也沒有自動售票機等設備，僅於月台上設候車室，從入口有階梯通往月台。

## 使用狀況
根據島根縣的統計資料與《三江線沿線地域公共交通網形成計劃》所記載之每日平均乘客人數如下：
| 乘車人數推移 | 乘車人數推移 |
| 年度         | 1日平均人數  |
| ------------ | ------------ |
| 1984         | 29           |
| 1994         | 25           |
| 1999         | 14           |
| 2000         | 12           |
| 2001         | 11           |
| 2002         | 8            |
| 2003         | 7            |
| 2004         | 7            |
| 2005         | 8            |
| 2006         | 8            |
| 2007         | 8            |
| 2008         | 10           |
| 2009         | 8            |
| 2010         | 6            |
| 2011         | 2            |
| 2013         | 2            |
| 2014         | 1            |
| 2015         | 1            |

## 相鄰車站
西日本旅客鐵道（JR西日本）
 三江線
濱原－澤谷松原－潮

## 外部連結
- （日語）JR西日本（沢谷駅） （页面存档备份，存于）
- （日語）ぶらり三江線WEB：沢谷 - 三江線改良利用促進期成同盟会・三江線活性化協議会。